# Ritesh Agarwal
Ritesh Agarwal là một doanh nhân Ấn Độ và là người sáng lập kiêm giám đốc điều hành của Oyo Rooms.